# Грант, Майкл (боксёр)
Майкл Грант (англ. Michael Grant; 4 августа 1972 года, Чикаго, США),  американский боксёр-профессионал, выступавший в тяжёлой весовой категории. Чемпион мира по второстепенным версиям WBF (2011-2013), IBC (1997-1998). Чемпион Северной Америки по версии NABF (1999). Бывший претендент на титул чемпиона мира (2000).

## Профессиональная карьера
Дебютировал в 1994 году. Первые 10 поединков провёл с очень высокой периодичностью.
В марте 1996 года нокаутировал Кори Сандерса.
В июле того же года победил единогласным решением судей джорнимена Росса Пьюритти.
В 1997 году досрочно победил Лайнела Батлера и Альфреда Коула.
В январе 1998 года нокаутировал Дэвида Айзона, затем в мае нокаутировал Обеда Салливана.
В 1999 году победил единогласным решением судей Лу Саварезе, и добился право на выход в элиминатор
В ноябре 1999 года состоялся отборочный бой за право встретиться с чемпионом мира между Майклом Грантом и осевшим в США поляком Анджеем Голотой. В 1-м же раунде Голота дважды отправил Гранта в нокдаун. Голота доминировал весь бой. В 10 раунде Грант отправил поляка в нокдаун. Голота поднялся, и неожиданно сдался, сказав рефери, что не хочет продолжать.

### 29 апреля 2000Леннокс Льюис—Майкл Грант
- Место проведения:  Мэдисон Сквер Гарден, Нью-Йорк Сити, Нью-Йорк, США
- Результат: Победа Льюиса нокаутом во 2-м раунде в 12-раундовом бою
- Статус: Чемпионский бой за титул WBC в тяжелом весе (7-я защита Льюиса); чемпионский бой за титул IBF в тяжелом весе (1-я защита Льюиса); чемпионский бой за титул IBO в тяжелом весе (1-я защита Льюиса)
- Рефери: Артур Мерканте младший
- Счет судей: Мельвина Латан (10-7), Анек Хонгтонгкам (10-6), Стив Вейсферд (10-6) - все в пользу Льюиса на момент остановки
- Время: 2:53
- Вес: Льюис 112,00 кг; Грант 113,40 кг
- Трансляция: HBO TVKO
- Счёт неофициального судьи: Харольд Ледерман (10-7 Льюис)

В апреле 2000 года Грант встретился в чемпионом мира британцем Ленноксом Льюисом. Льюис сразу же набросился на претендента. Грант трижды побывал в нокдауне в 1-м раунде, и 1 раз во 2-м. В конце 2-го раунда Льюис правым апперкотом отправил претендента в нокаут. Все считают, и в дальнейшем специалисты подтвердили это, что Грант устал от бокса и таким образом мотивировал себя, чтобы закончить карьеру.

### 21 июля 2001Джамиль Макклайн—Майкл Грант
- Место проведения:  Сезарс Палас, Лас-Вегас, Невада, США
- Результат: Победа Макклайна нокаутом во 1-м раунде в 10-раундовом бою
- Статус: Рейтинговый бой
- Рефери: Тони Уикс
- Время: 0:43
- Вес: Макклайн 115,20 кг; Грант 117,90 кг
- Трансляция: HBO

В июле 2001 году Грант встретился Джамилем Макклайном. Первым же ударом - правым кроссом в челюсть - Макклайн послал Гранта в нокдаун. Грант неудачно упал, подвернув правую ногу. После возобновления поединка Макклайн попытался в сумбурной атаке его добить, а Грант пытался спастись в клинче. После того как рефери разнял их из клинча, Грант сообщил ему о том, что у него повреждена нога. Рефери прекратил поединок. Комментаторы HBO предположили, что нога сломана.

### 2001 — 2003
После поражения карьера Гранта пошла вниз. Далее Грант одержал ряд побед над малоизвестными боксёрами, но побеждал их нокаутом. Победил подряд 7 противников досрочно.

### 7 июня 2003Доминик Гуинн—Майкл Грант
- Место проведения:  Боардуолк Холл, Атлантик-Сити, Нью-Джерси, США
- Результат: Победа Гуинна техническим нокаутом во 7-м раунде в 10-раундовом бою
- Статус: Рейтинговый бой
- Рефери: Бенхи Эстевес младший
- Время: 1:21
- Вес: Грант 115,20 кг; Гуинн 98,90 кг
- Трансляция: HBO
- Счёт неофициального судьи: Харольд Ледерман (58-53 Гуинн)

В апреле 2004 года Грант встретился с непобеждённым Домиником Гуинном. Бой проходил преимущественно в ближней дистанции. Боксёры много клинчевали. В конце 3-го раунда Гуинн в контратаке левым хуком попал в челюсть Гранта. Грант упал. Он встал на счёт 4. В начале 4-го раунда Гуинн левым апперкотом попал противнику в челюсть. Грант упал на канаты. Гуинн попытался добить, но Грант упал на канвас. Рефери начал отсчет. Грант встал на счёт 6. Сразу после продолжения боя Гуинн бросился в атаку. Он попал двойкой в челюсть противнику. Падая, Грант схватил Гуинна, и они оба упали. Судья отсчитал Гранту нокдаун. Он встал на счёт 6. Остаток раунда прошёл в бесплодных атаках и клинчах. В середине 7-го раунда Гуинн левым хуком попал в челюсть противнику. Потрясённый Грант, отошёл к канатам. Гуинн провел несколько ударов вскользь. А потом сильнейшим левым хуком попал в открытую челюсть. Грант свалился. Он встал, но рефери остановил бой.

### 2004 — 2011
После этого встречался только со слабыми соперниками. В 2010 году вышел на ринг с известным поляком, бывшим чемпионом в двух весовых категориях, Томашем Адамеком, и проиграл ему. Но после четвёртого поражения, провёл 2 удачных боя против известных боксёров, Тая Филдса и Франсуа Бота. Оба боя выиграл нокаутом.